# 1917 (Film)
1917 ist ein Kriegsfilm von Sam Mendes, der im Dezember 2019 in die US-amerikanischen und im Januar 2020 in die europäischen Kinos kam. Der Film folgt zwei Soldaten der britischen Armee, die 1917 als Meldegänger an der Westfront einen dringenden Befehl in die vorderste Linie bringen sollen. Der Film ist ein One-Cut-Film, das heißt, er ist so gedreht und geschnitten, dass sich die Handlung von einigen Zeitsprüngen abgesehen wie in Echtzeit abspielt, auch wenn es sich nicht um einen One-Shot-Film handelt.
Bei der Oscarverleihung 2020 gewann der Film die Preise für die beste Kamera, den besten Ton und die besten visuellen Effekte. Darüber hinaus erhielt er weitere sieben Nominierungen, unter anderem als bester Film, Mendes für die beste Regie und gemeinsam mit Krysty Wilson-Cairns für das beste Originaldrehbuch.

## Handlung
Die Handlung spielt am 5. und 6. April 1917, dem Tag des (im Film ansonsten nicht erwähnten) Eintritts der Vereinigten Staaten in den Ersten Weltkrieg, im britischen Sektor der Westfront im Norden Frankreichs. Zwei britische Soldaten, die Lance Corporals Will(iam) Schofield und Tom Blake, erhalten den Befehl, eine dringende Nachricht an Colonel Mackenzie zu überbringen. Dieser steht kurz davor, mit dem II. Bataillon des Devonshire Regiment einen Angriff auf die Deutschen zu unternehmen, die sich nach seiner Kenntnis auf dem ungeordneten Rückzug befinden. Unterdessen hat die britische Heeresführung durch Luftaufklärung erfahren, dass es sich bei diesem Rückzug um eine Finte handelt (Unternehmen Alberich). In Wahrheit geht das Deutsche Heer auf die Siegfriedlinie zurück und erwartet dort in bestens ausgebauten Stellungen den britischen Angriff.
Somit ist der Angriff von Mackenzies Bataillon zum Scheitern verurteilt, von den 1600 Männern würden vermutlich nur wenige überleben. Blakes Bruder Joseph dient als Lieutenant in dem Bataillon, daher ist Tom äußerst motiviert, den Befehl zum Abbruch des Angriffs rechtzeitig zu übermitteln.
Als sie die deutschen Schützengräben erreichen, stellen sie fest, dass der Feind tatsächlich abgezogen ist. In einem unterirdischen Schlafsaal, den sie durchqueren, haben die Deutschen eine Sprengfalle hinterlassen, die durch eine Ratte ausgelöst wird. Bei der Explosion brechen Teile der Befestigung zusammen, Schofield wird verschüttet, kann aber durch seinen Kameraden gerettet werden.
Auf dem Weg durch das von den Deutschen verlassene Hinterland erreichen sie einen menschenleeren Bauernhof, wo sie den Luftkampf zwischen zwei britischen und einem deutschen Flugzeug beobachten. Das deutsche Flugzeug wird abgeschossen und stürzt unmittelbar in ein Stallgebäude auf dem Hof. Blake und Schofield retten den feindlichen Piloten aus dem brennenden Wrack. Während Schofield ihm Wasser holt, greift der Flieger Blake mit einem Messer an. Schofield erschießt den Deutschen, kann seinem Kameraden aber nicht mehr helfen. Blake verblutet in seinen Armen, wobei Schofield ihm verspricht, die Mission allein abzuschließen und Blakes Bruder vor der Falle der Deutschen zu bewahren.
Nachdem er zunächst von einer vorrückenden britischen Kompanie auf dem Mannschaftslastwagen mitgenommen wird, setzt er den Weg an einer für Fahrzeuge unpassierbaren Brücke allein fort. Dabei gerät er ins Visier eines deutschen Scharfschützen und wird beschossen. Es gelingt ihm, den Schützen in seinem Versteck aufzusuchen und zu töten. Dabei stürzt er von einer Treppe und bleibt mehrere Stunden bewusstlos liegen. Nachts muss er den zerstörten Ort Écoust durchqueren, wo sich noch deutsche Soldaten aufhalten. Auf der Flucht vor einem Wachposten versteckt er sich in einem Keller, wo er auf eine junge Französin trifft, die einen Säugling versorgt. Er schenkt der Frau seinen letzten Proviant und erhält von ihr eine Wegbeschreibung zu dem Wäldchen, wo er die Truppe von Colonel Mackenzie erreichen will. Er entkommt früh morgens aus dem Ort, muss aber auf der Flucht in einen reißenden Fluss springen und wird kilometerweit in den Wald hineingetragen, wo er völlig durchnässt auf die Nachhut Mackenzies trifft.
Das Bataillon steht unmittelbar davor, die erste Welle des geplanten Angriffs zu starten, was Schofield nicht mehr verhindern kann. Im Chaos des Sturmangriffs rennt er teilweise ohne Deckung durch das Niemandsland und erreicht schließlich den Unterstand von Mackenzie. Nach anfänglicher Abweisung kann er den Colonel dazu bringen, den von ihm überbrachten Befehl zu lesen. Mackenzie entscheidet daraufhin, den Angriff abzubrechen.
Anschließend erfährt Schofield, dass Blakes Bruder bei der ersten Welle des Angriffs war, und sucht ihn auf dem Verbandsplatz unter den Verwundeten. Schließlich trifft er Lieutenant Joseph Blake unverletzt dort an und kann ihm den Tod seines Bruders mitteilen und dessen persönliche Gegenstände übergeben.

## Produktion

### Stab und Besetzung
„Mein Großvater erzählte mir viele Geschichten aus dem Ersten Weltkrieg. Er war siebzehn Jahre alt damals. Der Film ist eine Vergrößerung einer dieser Geschichten, die er mir erzählte. Vieles darin ist ihm persönlich nicht widerfahren. Und die beiden Charaktere, Schofield und Blake, sind nicht meinem Großvater nachempfunden.“

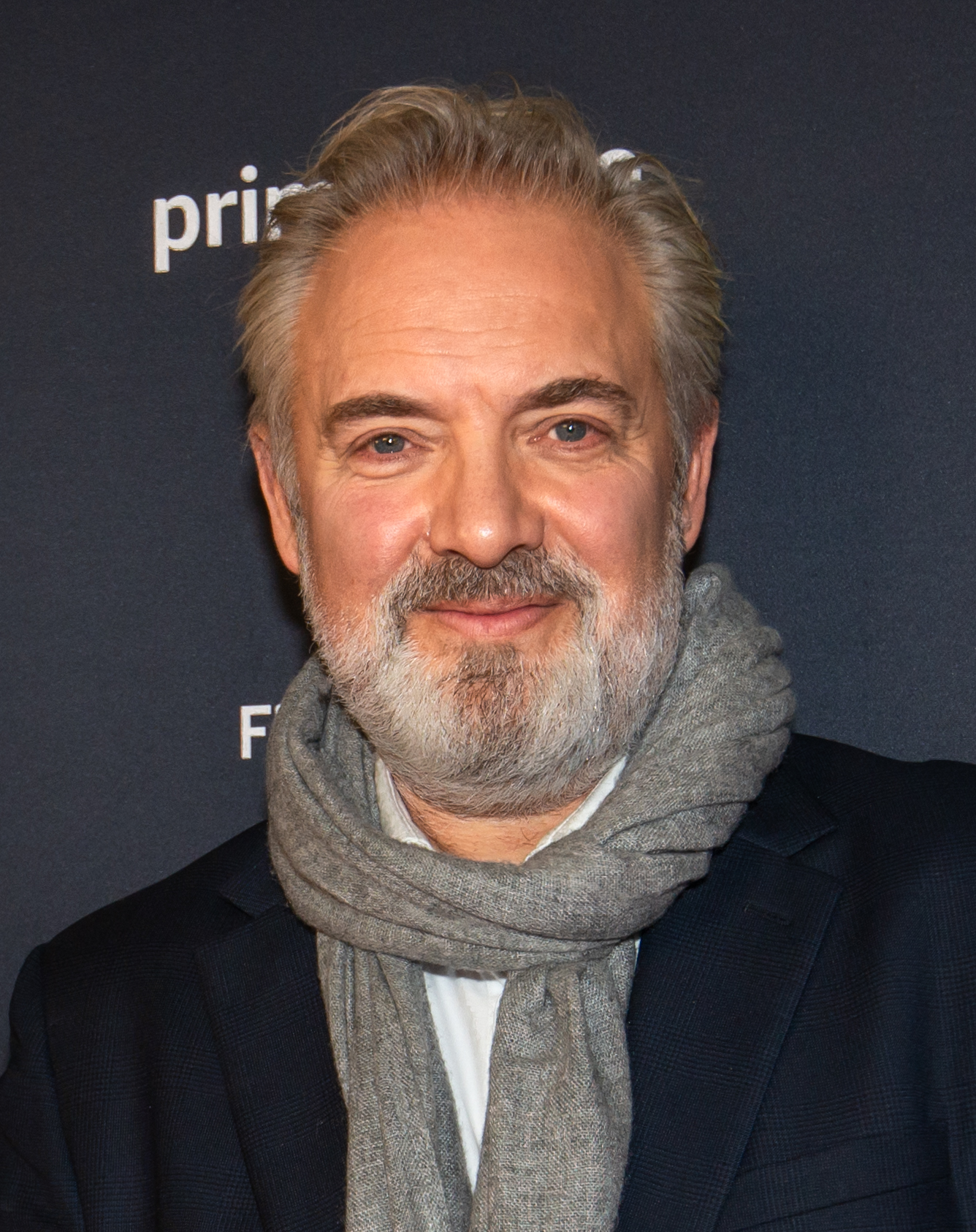
Regisseur Sam Mendes

Regie führte der Oscarpreisträger Sam Mendes, der gemeinsam mit Krysty Wilson-Cairns auch das Drehbuch schrieb. Es handelt sich um Mendes’ erste Arbeit als Drehbuchautor und um die zweite Zusammenarbeit mit Wilson-Cairns, die bereits das Drehbuch für The Voyeur’s Motel schrieb. Nach Jarhead – Willkommen im Dreck handelt es sich um den zweiten Kriegsfilm von Mendes. Als Produzent fungierte Steven Spielberg mit seiner Firma Amblin Partners. Mendes produzierte den Film zudem gemeinsam mit Pippa Harris, Jayne-Ann Tenggren und Callum McDougall.
Der Film ist Sam Mendes’ Großvater Alfred H. Mendes gewidmet, einem Veteranen des Ersten Weltkriegs, der als Lance Corporal diente. Dieser hatte ihm viele Geschichten über seine Erlebnisse als Meldeläufer zwischen 1916 und 1918 erzählt. Er war damals siebzehn Jahre alt, sei später Schriftsteller geworden und habe vier, fünf Bücher und eine Autobiografie geschrieben, in der er all seine persönlichen Kriegsgeschichten niederschrieb. Der Film versuche auf irgendeine Weise, den Opfern dieser verlorenen Generation Tribut zu zollen, so Mendes bei einer Vorstellung des Films in New York. Er fügte dem Film ein Zitat aus Erich Maria Remarques Roman Im Westen nichts Neues hinzu, der den Horror dieses brutalen Krieges deutlich machen will, in dem es heißt: „Wir haben so viel zu sagen, und wir werden es niemals sagen.“
Seit Ende März 2019 war die Besetzung von Benedict Cumberbatch, Andrew Scott und einer Reihe weiterer Schauspieler bekannt. George MacKay und Dean-Charles Chapman übernahmen die Rollen der beiden Soldaten. In weiteren Rollen sind Richard Madden, Mark Strong, Daniel Mays, Adrian Scarborough, Jamie Parker, Nabhaan Rizwan, Claire Duburcq und Colin Firth zu sehen. Bei MacKay und Chapman in den Rollen von Lance Corporal William Schofield und Lance Corporal Tom Blake handele es sich um junge Schauspieler, die keine bekannten Stars sind, so Mendes. Eine Sache, auf die er bei 1917 mehr Wert gelegt habe als bei seinen anderen Filmen, sei die Bitte an die Schauspieler gewesen, die Geschichte wirklich zu durchleben, anstatt sie zu „spielen“. Auch die beiden Hauptdarsteller seien den von ihnen gespielten Figuren während der Dreharbeiten immer vertrauter geworden. Er habe sie hierfür angehalten, tagtäglich ausschließlich ihre Uniformen und ihre Gewehre zu tragen, damit es zu ihrer zweiten Natur wurde.

### Dreharbeiten und Filmaufbau

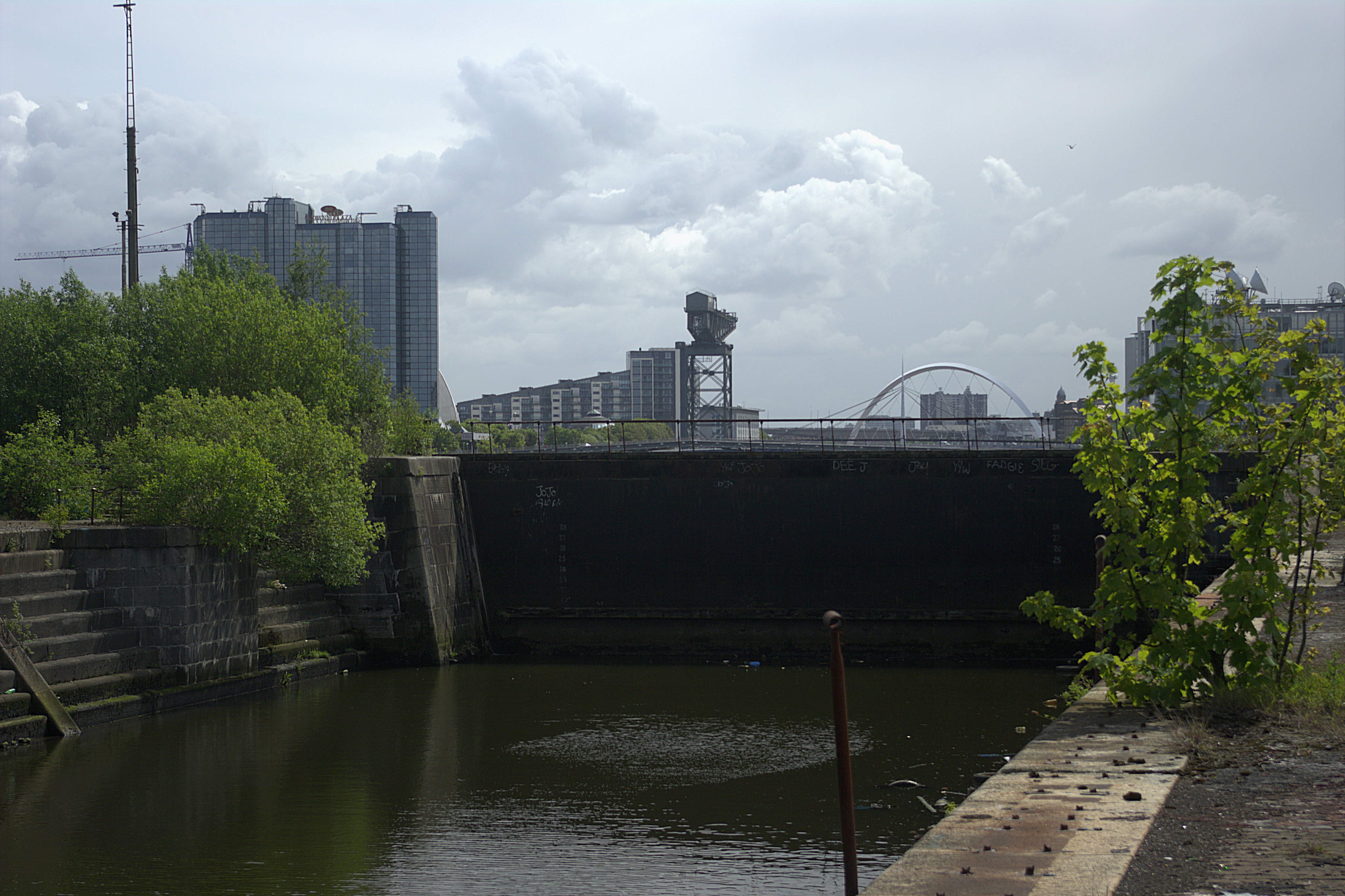
Gedreht wurde unter anderem an den Govan Graving Docks in Glasgow

Die Dreharbeiten wurden Anfang April 2019 begonnen und fanden in England (darunter in der Salisbury Plain und am Low Force) und Schottland statt. Dort drehte man an den Govan Graving Docks in Glasgow. Als Kameramann fungierte Roger Deakins.
Der Regisseur wollte, dass sich die Handlung in Echtzeit abspielt und der Laufzeit von 110 Minuten entspricht. Daher wurde der Film so gedreht, dass er wie ein kontinuierlicher Shot wirkt, unterbrochen nur durch eine mehrstündige Bewusstlosigkeit der Hauptfigur Schofield. Anders als bei Victoria wurden die beiden Teile aber nicht tatsächlich nonstop gedreht. Stattdessen wurden mehrere Szenen an verschiedenen Schauplätzen in zahllosen Probeläufen so lange durchgespielt, bis sie genau choreographiert aufgenommen und dann nahtlos aneinandergehängt werden konnten.
Wie Deakins erläuterte, hatte man entschieden, den Großteil des Films bei bedecktem Himmel zu drehen, um die visuelle Kontinuität zu wahren und den Eindruck eines ununterbrochenen Shots nicht zu zerstören. Bei sonnigem Wetter musste daher abgewartet werden, bis wieder Wolken aufzogen, bevor weitergedreht werden konnte. Während der Dreharbeiten arbeitete man mit zwei Drehbüchern, eines mit den Dialogen und Handlungspunkten und eines mit den Kamerabewegungen. Die Wahl, das ganze Geschehen als eine Art einzige kontinuierliche Einstellung zu inszenieren, sei der Überlegung geschuldet gewesen, das Publikum so stark wie irgend möglich in die realen Ereignisse der Reise, die die Figuren machen müssen, einzubeziehen, so Mendes.
Rüdiger Suchsland vom Filmdienst erklärt, auch wenn es keine erkennbaren Schnitte gebe, werde das Prinzip einer einzigen Kamera-Einstellung nicht komplett durchgehalten, wie sich an einigen „Sollbruchstellen“ wie Explosionen, Reißschwenks und Schwarzblenden zeige. Zudem breche Mendes den in der ersten Filmhälfte sehr konsequenten Naturalismus der Chronologie im zweiten Teil mehrfach, indem er die Nacht in Sekunden zum hellen Tag werden lässt, oder wenn ein offenkundig kilometerweiter Weg in Minuten zurückgelegt wird. Mitunter ähnele 1917 darin dramaturgisch einem Computerspiel. An anderen Stellen öffne sich der Film in expressiven, betont künstlich wirkenden Szenen hin zum Poetischen. Als Spielfilm zum Ersten Weltkrieg sei dieser Film ein Solitär; seine Haltung zum Krieg sei von den bekannten Mustern gleich weit entfernt: „Nicht Stahlgewitter, nicht Verklärung des Kriegs zur inneren Erlebnissteigerung, aber auch nicht Im Westen nichts Neues-Pazifismus findet sich hier. Mendes zeigt das Grauen des Krieges, zeigt ekelerregende Erlebnisse wie den Griff in die offene Wunde eines Toten, Tiere, die an Leichen knabbern.“ Mit seinem Drehkonzept und der Illusion einer einzigen Einstellung wollte Mendes erreichen, dass man sich als Zuschauer ganz unmittelbar anwesend fühlt und den beiden jungen Männern durch ein weitläufiges Panorama des Kriegsschauplatzes scheinbar auf Schritt und Tritt folgt.

### Filmmusik und Sound
Die Filmmusik wurde von Thomas Newman komponiert. Der Soundtrack, der insgesamt 19 Musikstücke umfasst, wurde am 20. Dezember 2019 von Sony Classical veröffentlicht. Das Album stieg am 17. Januar 2020 auf Platz 13 in die Soundtrack Albums Chart Top 50 im Vereinigten Königreich ein. Vom Verband Internationaler Filmmusikkritiker (IFMCA) wurde Thomas Newman für seine Arbeit in der Kategorie Beste Musik für einen Action- oder Abenteuerfilm / Thriller ausgezeichnet. Zudem erhielt er eine Nominierung im Rahmen der World Soundtrack Awards 2020. Auch im Rahmen der Grammy Awards 2021 erhielt die Aufnahme eine Nominierung als Best Score Soundtrack For Visual Media.
Für die Tonmischung zeichnete der vierfache Oscarpreisträger Scott Millan verantwortlich, der diesen zuletzt für seine Arbeit an Das Bourne Ultimatum erhielt.

### Marketing und Veröffentlichung
Anfang August 2019 wurde ein erster Trailer vorgestellt, Ende September 2019 ein erstes Featurette. Der Film kam am 25. Dezember 2019 in die US-Kinos und startete am 10. Januar 2020 in den Kinos im Vereinigten Königreich. Kinostart in Deutschland war am 16. Januar 2020. In den USA waren vorab am 23. und 24. November 2019 Vorstellungen des Films in New York und Los Angeles geplant, verbunden mit Q&As.
In den Vereinigten Staaten erschien der Film am 10. März digital und am 24. März 2020 auf DVD und Blu-ray. Der deutsche Heimkinostart erfolgte am 15. Mai 2020 digital und am 28. Mai auch auf DVD und Blu-ray.

## Synchronisation
Die deutsche Synchronisation entstand nach einem Dialogbuch und unter der Dialogregie von Axel Malzacher im Auftrag von Interopa Film.
| Rolle                    | Darsteller           | Synchronsprecher  |
| ------------------------ | -------------------- | ----------------- |
| Lance Corporal Blake     | Dean-Charles Chapman | Sebastian Fitzner |
| Lance Corporal Schofield | George MacKay        | Tim Schwarzmaier  |
| Captain Smith            | Mark Strong          | Oliver Siebeck    |
| Colonel Mackenzie        | Benedict Cumberbatch | Sascha Rotermund  |
| General Erinmore         | Colin Firth          | Tom Vogt          |
| Lieutenant Gordon        | Pip Carter           | Axel Malzacher    |
| Lieutenant Leslie        | Andrew Scott         | Marius Clarén     |
| Lieutenant Blake         | Richard Madden       | Stefan Günther    |
| Sepoy Jondalar           | Nabhaan Rizwan       | Imtiaz Haque      |
| Sergeant Sanders         | Daniel Mays          | Dominik Auer      |

## Rezeption

### Altersfreigabe
In den USA erhielt der Film von der MPAA ein R-Rating, was einer Freigabe ab 17 Jahren entspricht. In Deutschland und der Schweiz erhielt 1917 von der FSK eine Freigabe ab 12 Jahren. In der Freigabebegründung heißt es, die eindringliche Inszenierung ziehe den Zuschauer ins Geschehen hinein und lasse ihn mit den realitätsnah gezeichneten Protagonisten diverse bedrohliche und gewalthaltige Situationen erleben, wobei die Gewalt nie verharmlost oder gar verherrlicht werde. Die düstere Grundstimmung sowie einige dramatische, auch brutale Szenen könnten Kinder unter 12 Jahren emotional überfordern und verängstigen.

### Kritiken und Einspielergebnis
Der Film konnte 89 Prozent aller Kritiker bei Rotten Tomatoes überzeugen und erhielt hierbei eine durchschnittliche Bewertung von 8,37 der möglichen 10 Punkte. Auf Metacritic erreichte der Film einen Score von 78.
Michael Ranze von der Gilde deutscher Filmkunsttheater schreibt, Sam Mendes habe die One-Shot-Einstellung perfektioniert, und dadurch, dass die Figuren ständig in Bewegung sind, erscheine die Landschaft wie ein endloser Hintergrund, was dem Auge keine Ruhe lasse. Maßgeblichen Anteil an diesen Bildern habe auch die perfekt gestaltete Ausstattung, von den langen Schützengräben bis zu den unterirdischen Wohnräumen der Deutschen, vom verwüsteten Schlachtfeld bis zum einsam dastehenden, kahlen Baum, der an Filme von Tarkowski oder Angelopoulos erinnere.

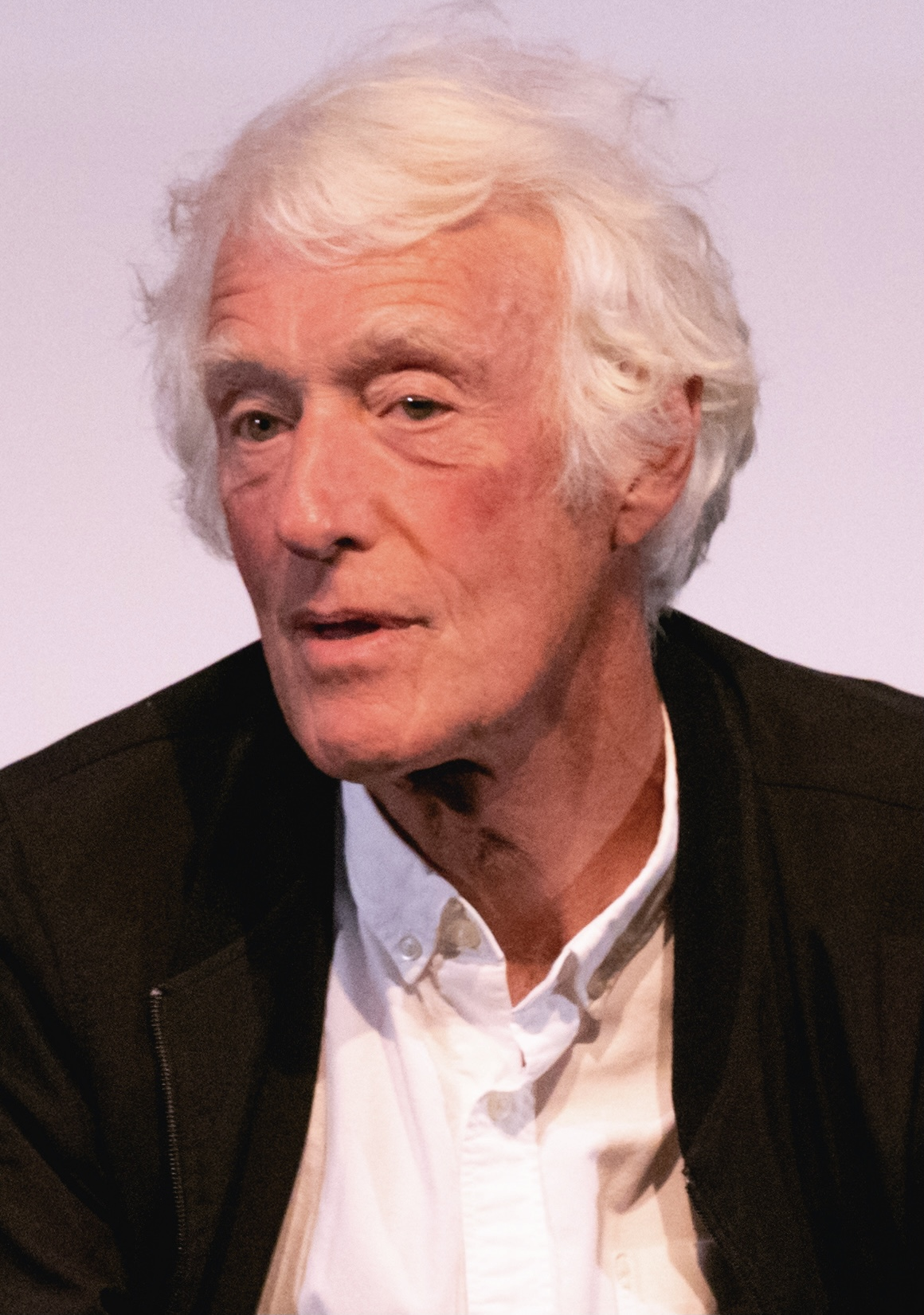
Kameramann Roger Deakins

Anke Sterneborg von epd Film schreibt, mit unaufdringlicher Eleganz und atemraubender Leichtigkeit gleite, rase und fliege der Blick mal ganz nah vor oder hinter den Soldaten, mal weit von ihnen entfernt über die Weite der Landschaft, mal angespannt langsam, mal gehetzt rasant durch die Szenerien. Ohne das Vertrauen, das zwischen Kameramann Roger Deakins und Mendes in vielen gemeinsamen Filmen gewachsen ist, sei diese völlig schwerelos anmutende und zugleich völlig unprätentiöse Virtuosität der Kameraarbeit nicht denkbar, so Sterneborg. Zusammen mit den überzeugenden jungen Darstellern Dean-Charles Chapman und George MacKay ermögliche der Film einen ganz modernen Blick auf diesen seit hundert Jahren beendeten Krieg.
Martin Schwickert bewertet in der Rheinischen Post den Film mit „sehr gut“ und meint über den Regisseur: „Mit George MacKay hat er einen wunderbaren Hauptdarsteller gefunden, der mit großer Glaubwürdigkeit durch die Hölle des Krieges geht und während der zwei Kinostunden um Jahre zu altern scheint. Schon jetzt kann ,1917‘ als Meilenstein der Filmgeschichte gelten, weil er ein klares Konzept mit großer handwerklicher Präzision zu einem ergreifenden Seherlebnis ausbaut.“
Zu Mendes’ Entscheidung, seine Geschichte als „One-Shot-Movie“ und in der subjektiven Perspektive der beiden Hauptfiguren zu erzählen, bemerkt Rüdiger Suchsland, dies mache die Handlung enorm spannend, die von immer neuen aus dem Nichts kommenden Überraschungen und Wendungen geprägt sei. Ähnlich wie in Filmen wie Das Boot oder Der schmale Grat werde der Krieg hier zu einer ästhetischen Erfahrung, in der Körperliches, lose, unverbundene Eindrücke und sinnliche Gewissheiten im Zentrum stehen und nicht „das große Ganze“, nicht Moral und Sinnfragen, so Suchsland. Zugleich aber habe das formale Verfahren paradoxe Folgen für das innerliche Involviertsein des Zuschauers: „In die direkte Sinnlichkeit mischt sich eine ebenso grundsätzliche Distanz.“ Der Filmkritiker resümiert, 1917 sei weit mehr als eine respektheischende Leistung von erstaunlicher technischer Athletik, sondern ein menschlicher Film, der differenziert von unmittelbarer Humanität erzählt.
Wolfgang M. Schmitt sieht in 1917 eine „grandiose“ Auseinandersetzung mit dem Krieg und verweist auf den ebenfalls von Sam Mendes inszenierten Jarhead – Willkommen im Dreck. In 1917 wird laut Schmitt die Machtlosigkeit des Individuums im Krieg, und die ständige Konfrontation mit dieser verhandelt. Die Soldaten müssten sich ähnlich wie in einem Computerspiel den Regeln fügen.
Die weltweiten Einnahmen des Films aus Kinovorführungen belaufen sich bei einem Budget von 95 Millionen US-Dollar auf 384,8 Millionen US-Dollar, von denen er allein 159,2 Millionen im nordamerikanischen Raum einspielen konnte. In Deutschland verzeichnet der Film 985.286 Besucher, durch die er sich auf Platz 6 der Jahres-Charts 2020 befindet.

### Auszeichnungen (Auswahl)
Vom American Film Institute wurde der Film in die Top 10 der besten Filme 2019 aufgenommen. Im Folgenden eine Auswahl weiterer Auszeichnungen und Nominierungen.
AACTA International Awards 2020
- Nominierung für die Beste Regie (Sam Mendes)[40]

American Society of Cinematographers Awards 2020
- Auszeichnung für die Beste Kamera (Roger Deakins)[41]

Art Directors Guild Awards 2020
- Nominierung in der Kategorie Period Film (Dennis Gassner)[42]

British Academy Film Awards 2020
- Auszeichnung als Bester Film
- Auszeichnung als Bester britischer Film
- Auszeichnung für die Beste Regie (Sam Mendes)
- Auszeichnung für die Besten visuellen Effekte (Greg Butler, Guillaume Rocheron und Dominic Tuohy)
- Auszeichnung für das Beste Szenenbild (Dennis Gassner und Lee Sandales)
- Auszeichnung für den Besten Ton (Scott Millan, Oliver Tarney, Rachel Tate, Mark Taylor und Stuart Wilson)
- Auszeichnung für die Beste Kamera (Roger Deakins)
- Nominierung für die Beste Filmmusik (Thomas Newman)
- Nominierung für die Beste Maske (Best Make Up & Hair) (Naomi Donne)

César 2021
- Nominierung als Bester ausländischer Film

Chicago Film Critics Association Awards 2019
- Auszeichnung für die Beste Kamera (Roger Deakins)
- Nominierung für die Beste Filmmusik (Thomas Newman)
- Nominierung für den Besten Schnitt
- Nominierung für das Beste Szenenbild
- Nominierung für den Besten Einsatz von visuellen Effekten[43]

Critics’ Choice Movie Awards 2020
- Auszeichnung für die Beste Regie (Sam Mendes, geteilt mit Parasite)
- Auszeichnung für die Beste Kamera (Roger Deakins)
- Auszeichnung für den Besten Schnitt (Lee Smith)
- Nominierung als Bester Film
- Nominierung als Bester Actionfilm
- Nominierung für das Beste Szenenbild (Dennis Gassner und Lee Sandales)
- Nominierung für die Beste Filmmusik (Thomas Newman)
- Nominierung für die Besten visuellen Effekte[44][45]

David di Donatello 2021
- Auszeichnung als Bester ausländischer Film

Detroit Film Critics Society Awards 2019
- Nominierung für den Besten Einsatz von Musik[46]

Directors Guild of America Awards 2020
- Auszeichnung für die Beste Spielfilmregie (Sam Mendes)[47]

Golden Globe Awards 2020
- Auszeichnung als Bester Film – Drama (Sam Mendes)
- Auszeichnung für die Beste Regie (Sam Mendes)
- Nominierung für die Beste Filmmusik (Thomas Newman)

Grammy Awards 2021
- Nominierung als Best Score Soundtrack For Visual Media[48]

Golden Reel Awards 2020
- Nominierung in der Kategorie Best Sound Editing: Dialogue and ADR in a Feature Film
- Nominierung in der Kategorie Best Sound Editing: Sound Effects and Foley in a Feature Film[49]

Hollywood Critics Association Awards 2020
- Auszeichnung als Bester Film
- Auszeichnung als Bester Action- oder Kriegsfilm
- Auszeichnung für die Beste Kamera (Roger Deakins)
- Auszeichnung für den Besten Schnitt (Lee Smith)
- Nominierung für die Beste Filmmusik (Thomas Newman)
- Nominierung für die Beste Stuntarbeit
- Nominierung für die Besten visuellen Effekte[50]

London Critics’ Circle Film Awards 2020
- Nominierung als Bester Film
- Nominierung als Bester britischer/irischer Film
- Nominierung für die Beste Regie (Sam Mendes)
- Nominierung als Bester irischer oder britischer Schauspieler (George MacKay)
- Nominierung als Bester britischer Nachwuchsdarsteller (Dean-Charles Chapman)
- Nominierung für den Technical Achievement Award (Sounddesigner Oliver Tarney)[51]

National Board of Review Awards 2019
- Auszeichnung für die Beste Kamera (Roger Deakins)
- Aufnahme in die Top-Ten-Filme[52]

Online Film Critics Society Awards 2020
- Auszeichnung für die Beste Kamera (Roger Deakins)
- Nominierung als Bester Film
- Nominierung für die Beste Regie (Sam Mendes)
- Nominierung für den Besten Schnitt (Lee Smith)
- Nominierung für die Beste Filmmusik (Thomas Newman)[53]

Oscarverleihung 2020
- Nominierung als Bester Film
- Nominierung für die Beste Regie (Sam Mendes)
- Nominierung für das Beste Originaldrehbuch (Sam Mendes & Krysty Wilson-Cairns)
- Auszeichnung für die Beste Kamera (Roger Deakins)
- Nominierung für den Besten Tonschnitt (Oliver Tarney & Rachel Tate)
- Auszeichnung für den Besten Ton (Mark Taylor & Stuart Wilson)
- Nominierung für das Beste Szenenbild (Dennis Gassner & Lee Sandales)
- Nominierung für die Beste Filmmusik (Thomas Newman)
- Nominierung für das Beste Make-up und die besten Frisuren
- Auszeichnung für die Besten visuellen Effekte

Producers Guild of America Awards 2020
- Auszeichnung als Bester Film (Sam Mendes, Pippa Harris, Jayne‐Ann Tenggren, Callum McDougall)[54]

Satellite Awards 2019
- Auszeichnung für die Beste Kamera (Roger Deakins)
- Nominierung als Bester Hauptdarsteller – Drama (George MacKay)
- Nominierung als Bester Film – Drama
- Nominierung für die Beste Regie (Sam Mendes)
- Nominierung für die Beste Filmmusik (Thomas Newman)
- Nominierung für den Besten Filmschnitt (Lee Smith)
- Nominierung für den Besten Tonschnitt (Oliver Tarney, Stuart Wilson, Scott Millan & Mark Taylor)
- Nominierung für das Beste Szenenbild (Dennis Gassner & Lee Sandales)[55]

Saturn Awards 2021
- Nominierung als Bester Action-/Adventure-/Thriller-Film
- Nominierung für die Beste Musik (Thomas Newman)

Visual Effects Society Awards 2020
- Nominierung in der Kategorie Visuelle Effekte als Unterstützung in einem fotorealistischen Spielfilm (Guillaume Rocheron, Sona Pak, Greg Butler, Vijay Selvam und Dominic Tuohy)[56]

Writers Guild of America Awards 2020
- Nominierung für das Beste Originaldrehbuch (Sam Mendes und Krysty Wilson-Cairns)[57]